# El Olvera
El Olvera är en ort i Mexiko.   Den ligger i kommunen San Salvador och delstaten Hidalgo, i den sydöstra delen av landet, 90 km norr om huvudstaden Mexico City. El Olvera ligger 1 955 meter över havet och antalet invånare är 1 062.
Terrängen runt El Olvera är platt åt nordost, men åt sydväst är den kuperad. Runt El Olvera är det ganska tätbefolkat, med 120 invånare per kvadratkilometer. Närmaste större samhälle är San Salvador, 2,1 km nordost om El Olvera. Omgivningarna runt El Olvera är en mosaik av jordbruksmark och naturlig växtlighet.